# كريس ميسينا
كريس ميسينا (بالإنجليزية: Chris Messina)‏ مواليد 11 أغسطس 1974 في نيويورك، الولايات المتحدة، هو ممثل أمريكي بدأ مسيرته الفنية عام 1995.

## الأعمال
- لديك بريد
- وصيف الشرف
- فيكي كريستينا برشلونة
- جولي وجوليا
- غرينبيرغ
- ديفل
- روبي سباركس
- آرغو
- كعكة
- حفر للنار

## وصلات خارجية
- كريس ميسينا على موقع IMDb (الإنجليزية)
- كريس ميسينا على موقع ألو سيني (الفرنسية)
- كريس ميسينا على موقع ميوزك برينز (الإنجليزية)
- كريس ميسينا على موقع أول موفي (الإنجليزية)
- كريس ميسينا على موقع بوكس أوفيس موجو (الإنجليزية)
- كريس ميسينا على موقع قاعدة بيانات برودواي على الإنترنت (الإنجليزية)
- كريس ميسينا على موقع قاعدة بيانات الأفلام السويدية (السويدية)
- كريس ميسينا على موقع قاعدة بيانات الفيلم (الإنجليزية)
- كريس ميسينا على موقع كينوبويسك (الروسية)